# Anonychomyrma biconvexa
Anonychomyrma biconvexa är en myrart som först beskrevs av Santschi 1928.  Anonychomyrma biconvexa ingår i släktet Anonychomyrma och familjen myror. Inga underarter finns listade i Catalogue of Life.